# مرتضی خوشبخت (ورزشکار)
مرتضی خوشبخت (زادهٔ ۱۰ اردیبهشت ۱۳۵۹ در تهران) کشتی‌گیر آزادکار ایرانی است. از افتخارات وی می‌توان به کسب مدال طلا مسابقات کشتی آزاد قهرمانی نوجوانان جهان در تهران سال ۱۹۹۶ اشاره کرد.